# Észak-iraki offenzíva (2014. június)
A 2014-es észak-iraki konfliktus júniusban kezdődött, amikor az Iraki és Levantei Iszlám Állam (ISIS) nevű terrorszervezet, Baasz Párti szövetségeseivel karöltve, gyors hadműveletekkel jelentős területeket foglalt el Irak északi területein. Abu Bakr al-Bagdadi 2014. június 29-én egyoldalúan proklamálta az Iszlám Állam megalakulását az általuk ellenőrzött régióban, amelynek államfője lett Ibrahim kalifa néven.